# لوک (مجله)
لوک (انگلیسی: Look) دوهفته‌نامه عمومی آمریکایی است که در دموین آیووا از ۱۹۳۷ تا ۱۹۷۱ منتشر می‌شد و بیشتر حاوی عکس بود تا مقاله. کارگردان فیلم مشهور استنلی کوبریک حرفه‌اش را از این مجله آغاز کرد که در آن عکاس بود.